# Борщевська Марина Іллівна
Борщевська Марина Іллівна (нар. 17 серпня 1956, м. Харків) — радянська та українська вчена, хімік-технолог, доктор фармацевтичних наук (1996)..

## Біографія
Борщевська Марина Іллівна у 1983 р. закінчила Харківський політехнічний інститут.
Потім працювала у Всесоюзному НДІ хімії та технології лікарських засобів у Харкові (нині Державний науковий центр лікарських засобів): інженером, з 1984 р. — молодший науковий співробітник технічного сектора, з 1986 р. — молодший науковий співробітник, з 1990 р. — науковий співробітник лабораторного ампулювання, з 1991 р. — завідувач лабораторної модифікації речовин та очних ліків, з 1992 р. — завідувач, з 1997 — старший науковий співробітник сектору регуляторних біологічно активних речовин.
З 1998 р. — завідувач лабораторії, з 2001 р. — заступник директора з розвитку — начальник центральної заводської лабораторії ВАТ «Фармак» (Київ).

## Наукові дослідження
Розробляє нові лікарські засоби на основі фізіологічно активних комплексів, отриманих з пограничних тканин. Вивчає можливості використання фізіологічно активних речовин для керування нормальними і патологічними процесами в організмі.

## Основні наукові праці
- Біохімічні та патофізіологічні підходи у сучасних дослідженнях, спрямованих на створення медичних препаратів із тваринної сировини // Фарм Ж. 1995. № 5;
- Развитие понятий о биохимии и фармакологии меланиновых пигментов // Вопр. мед. химии. 1999. Т. 45, вып. 1;
- Кристалличность лекарственных субстанций, ее изучение и влияние на качество различных ГЛС // Ліки України. 1999. № 12 (співавт.);
- Особенности, характер и выраженность токсического действия высоких доз натрия сукцината на организм экспериментальных животных // Современ. проблемы токсикологии. 2001. № 4 (співавт.).